# Везел
Везел (на немски: Wesel) е град в провинция Северен Рейн-Вестфалия, Западна Германия и административен център на областта Везел.

## География
Везел е разположен на мястото, където река Липе се влива в река Рейн. Площта на града е 122 617 km². Средната надморска височина е 23 метра.
Везел е разделен на няколко части (заедно с предградията му):
- Lackhausen
- Obrighoven
- Ginderich
- Büderich
- Flüren
- Blumenkamp

## История
По време на Втората световна война Везел става цел на съюзниците, най-вече поради своето стратегическо местоположение като терминал с мостове по Рейн.
На 16, 17 и 19 февруари 1945 г. Везел е бомбардиран от Кралските военновъздушни сили. Мостовете по река Рейн и Липе са взривени от Вермахта.
На 23 март градът е под огъня на около 3000 огнестрелни оръжия. През нощта на 23 срещу 24 март самолети (195 „Авро Ланкастър“ и 23 De Havilland Mosquito атакуват града. След последните атаки 97% от града е унищожен, като населението от 25 000 намалява на едва 1900 души през май 1945 г.

## Кметове
- 1808–1814: Johann Hermann Westermann
- 1814–1840: Christian Adolphi
- 1841–1862: Franz Luck
- 1863–1870: Wilhelm Otto van Calker
- 1870–1881: Carl Friedrich August von Albert
- 1881–1891: Caspar Baur
- 1891–1902: Josef Fluthgraf (1896 Oberbürgermeister)
- 1903–1931: Ludwig Poppelbaum
- 1931–1933: Emil Nohl
- 1933–1945: Otto Borgers
- 1945: Jean Groos
- 1945: Wilhelm Groos
- 1946–1947: Anton Ebert (CDU)
- 1947–1948: Paul Körner (CDU)
- 1948–1952: Ewald Fournell (CDU)
- 1952–1956: Helmut Berckel (CDU)
- 1956–1966: Kurt Kräcker (SPD)
- 1967–1969: Willi Nakaten (SPD)
- 1969–1979: Günther Detert (CDU)
- 1979–1984: Wilhelm Schneider (SPD)
- 1984–1989: Volker Haubitz (CDU)
- 1989–1994: Wilhelm Schneider (SPD)
- 1994–1999: Bernhard Gründken (SPD)
- 1999–2004: Jörn Schroh (CDU)
- от 2004: Ulrike Westkamp (SPD)

## Побратимени градове
- Hagerstown, Maryland, САЩ
- Felixstowe, Англия
- Kętrzyn, Полша
- Salzwedel, Германия

## Известни личности, родени във Весел
- Ян Йост (1455 - 1519), художник
- Ханс Липърхей (1550 – 1619), изобретател на телескопа
- Дитер Нур (1960), артист
- Мартин Бамбауер (1979), музикант